# Hác (họ)
Hác hay Hách là một họ của người Trung Quốc (chữ Hán: 郝, Bính âm: Hao). Họ này xếp thứ 77 trong danh sách Bách gia tính, về mức độ phổ biến họ này xếp thứ 82 ở Trung Quốc theo thống kê năm 2006.

## Người Trung Quốc họ Hác nổi tiếng
- Hác Chiêu, đại tướng nhà Tào Ngụy thời Tam Quốc
- Hác Manh, tướng thời Tam Quốc
- Hác Bách Thôn, thủ tướng Đài Loan
- Hác Long Bân, con trai của Hác Bách Thôn, thị trưởng Đài Bắc
- Hác Hải Đông, cầu thủ bóng đá Trung Quốc
- Hác Thiệu Văn, Diễn viên hài nhí